# بوم-بوم
«بوم-بوم» (انگلیسی: Boum-Boum) تک‌آهنگی از پروژهٔ موسیقی انیگما و محصول سال ۲۰۰۴ است. این ترانه، آخرین تک‌آهنگی بود که از آلبوم وُیجر (رهسپار) عرضه می‌شد.
آوازهای این ترانه به وسیلهٔ اندرو دانلدز و روت-ان بویل خوانده شده‌اند.

## فهرست تک‌آهنگی
1. «Boum-Boum (نسخهٔ Chicane Radio Edit)» – مدت: ۳:۴۱
2. «Boum-Boum (نسخهٔ Enigma Radio Edit)» – مدت: ۳:۴۳
3. «Boum-Boum (نسخهٔWally Lopez Radio Edit)» – مدت: ۳:۲۲
4. «Boum-Boum (نسخهٔ Chicane Club Version)» – مدت: ۵:۰۱
5. «Boum-Boum (نسخهٔ Wally Lopez Club Version)» – مدت: ۹:۳۳

## منبع
- Wikipedia contributors, "Boum-Boum," Wikipedia, The Free Encyclopedia, http://en.wikipedia.org/w/index.php?title=Boum-Boum&oldid=164422411 (accessed December 5, 2007).